# Bryce Gheisar
Bryce Gheisar (nacido el 22 de diciembre de 2004) es un actor estadounidense, mejor conocido por sus papeles principales como el joven Ethan en A Dog's Purpose y Julian en Wonder.

## Primeros años
Bryce Gheisar nació el 22 de diciembre de 2004 en Plano, Texas, en una familia de tres, compuesta por sus padres, Todd y Nicole Gheisar, y su hermano mayor, Blake Gheisar. Bryce era una estrella en ascenso en la gimnasia competitiva antes de descubrir su amor por la actuación. Actualmente reside en Plano, Texas, pero ha filmado por toda Norteamérica.

## Carrera
Gheisar comenzó su carrera como actor a los ocho años. Consiguió su primer papel en 2015 como Elijah Gutnick en el cortometraje The Bus Stop. Después de inscribirse en la escuela de actuación de Cathryn Sullivan, hizo su primera aparición teatral interpretando el papel principal del joven Ethan, en la aclamada película de 2017, A Dog's Purpose. Ese mismo año, obtuvo ese reconocimiento mucho más amplio al interpretar uno de los papeles principales, Julian, en la película Wonder, trabajando junto a Jacob Tremblay, Millie Davis y Julia Roberts. De 2020 a 2021, Bryce interpretó a Elliot Combes en la serie de televisión de Nickelodeon, Los astronautas.

## Filmografía

### Películas
| Año  | Título              | Papel                  | Notas         |
| ---- | ------------------- | ---------------------- | ------------- |
| 2017 | A Dog's Purpose     | Joven Ethan Montgomery |               |
| 2017 | Wonder              | Julian Albans          |               |
| 2017 | Into the Who Knows! | Thomas                 |               |
| 2018 | 15:17 Tren a París  | Joven Alek Skarlatos   |               |
| 2024 | White Bird          | Julian Albans          |               |
| TBA  | James the Second    | James Buck             | Posproducción |

### Televisión
| Año       | Título                                            | Papel         | Notas                      |
| --------- | ------------------------------------------------- | ------------- | -------------------------- |
| 2016–2018 | ¡Caíste!                                          | Herman        | 58 episodios, protagonista |
| 2019      | 9-1-1                                             | Stevie        | 1 episodio                 |
| 2020–2021 | Los astronautas                                   | Elliot Combes | Protagonista               |
| 2021      | Are You Afraid of the Dark?: Curse of the Shadows | Luke McCoy    | Protagonista               |